# Monaco aux Jeux olympiques d'hiver de 1994
Cet article contient des informations sur la participation et les résultats de Monaco aux Jeux olympiques d'hiver de 1994, qui ont eu lieu à Lillehammer en Norvège.
Parmi les athlètes participants, figure le Prince Albert, en bobsleigh.

## Résultats

### Bobsleigh
Hommes
| Traîneau | Athlètes                      | Épreuve    | Manche 1 | Manche 1 | Manche 2 | Manche 2 | Manche 3 | Manche 3 | Manche 4 | Manche 4 | Total         | Total |
| Traîneau | Athlètes                      | Épreuve    | Temps    | Rang     | Temps    | Rang     | Temps    | Rang     | Temps    | Rang     | Temps         | Rang  |
| -------- | ----------------------------- | ---------- | -------- | -------- | -------- | -------- | -------- | -------- | -------- | -------- | ------------- | ----- |
| MON-1    | Albert Grimaldi Gilbert Bessi | Bob à deux | 54 s 14  | 30       | 54 s 73  | 34       | 54 s 57  | 32       | 54 s 83  | 33       | 3 min 38 s 27 | 31    |

| Traîneau | Athlètes                                                 | Épreuve      | Manche 1 | Manche 1 | Manche 2 | Manche 2 | Manche 3 | Manche 3 | Manche 4 | Manche 4 | Total         | Total |
| Traîneau | Athlètes                                                 | Épreuve      | Temps    | Rang     | Temps    | Rang     | Temps    | Rang     | Temps    | Rang     | Temps         | Rang  |
| -------- | -------------------------------------------------------- | ------------ | -------- | -------- | -------- | -------- | -------- | -------- | -------- | -------- | ------------- | ----- |
| MON-1    | Albert Grimaldi David Tomatis Pascal Camia Gilbert Bessi | Bob à quatre | 53 s 54  | 27       | 53 s 58  | 27       | 53 s 75  | 26       | 53 s 75  | 26       | 3 min 34 s 62 | 26    |

### Ski alpin
Homme
| Athlète           | Épreuve | Temps           | Rang |
| ----------------- | ------- | --------------- | ---- |
| Julien Castellini | Super-G | N'a pas terminé | –    |

## Référence
- (en) Cet article est partiellement ou en totalité issu de l’article de Wikipédia en anglais intitulé « Monaco at the 1994 Winter Olympics » (voir la liste des auteurs).

1. ↑  (en) « WINTER OLYMPICS; The Tourist Athlete Gets Snowed Out of These Games », New York Times, 7 février 1994